# Emanuel Aguilera
Víctor Emanuel Aguilera (Guaymallén, 11 giugno 1989) è un calciatore argentino, difensore del Defensa y Justicia.

## Caratteristiche tecniche
È un difensore centrale che può giocare anche come mediano.

## Palmarès

### Club

#### Competizioni nazionali
- Campionato messicano: 2

América: 2018 (Apertura)
Atlas: 2022 (Clausura)
- Coppa del Messico: 1

América: 2019 (Clausura)

#### Competizioni internazionali
- Campeones Cup: 1

América: 2019